# For You (leccaの曲)
『For You』（フォー・ユー）は、2009年の3月4日に発売された、日本の女性レゲエ歌手leccaのシングル。カッティング・エッジよりマキシシングルとして発表され、同歌手にとって初のシングル盤のリリースであり、同名楽曲を含めた4曲を収めている。

## 背景
北海道の自身のラジオ番組において、同歌手がその聴衆に向けて『大切な人への想い』という議題についてのメッセージを募集。それらを材料として生まれたのが第一曲目の『For You』であった。

## 反響
第一曲目の『For You』が、その誕生から間もなくして、北海道地区の有線のリクエストチャートで1位を獲得。それから5週間にわたってこのチャートで1位を記録し続けた。
その発売からひと月後には日本全国区の同チャートにて1位を記録。 更にはその発売からおおよそ4ヵ月後の7月16日に発表されたUSENの上半期リクエストチャートでも1位を獲得。
メジャーデビューからおおよそ3年目であったleccaが広く注目を集めるきっかけとなった一枚であった。

## 収録曲
| 全作詞・作曲: lecca。 |                        |       |            |                                           |      |
| #                     | タイトル               | 作詞  | 作曲・編曲 | 編曲                                      | 時間 |
| 1.                    | 「For You」            | lecca | lecca      | lecca、大川達之（アディショナルアレンジ） | 5:28 |
| 2.                    | 「Higher」             | lecca | lecca      | lecca、大川達之（アディショナルアレンジ） | 4:20 |
| 3.                    | 「二人のサイクリング」 | lecca | lecca      |                                           | 4:46 |
| 4.                    | 「諸業無常」           | lecca | lecca      | lecca、大川達之（アディショナルアレンジ） | 3:59 |